# Petra De Sutter

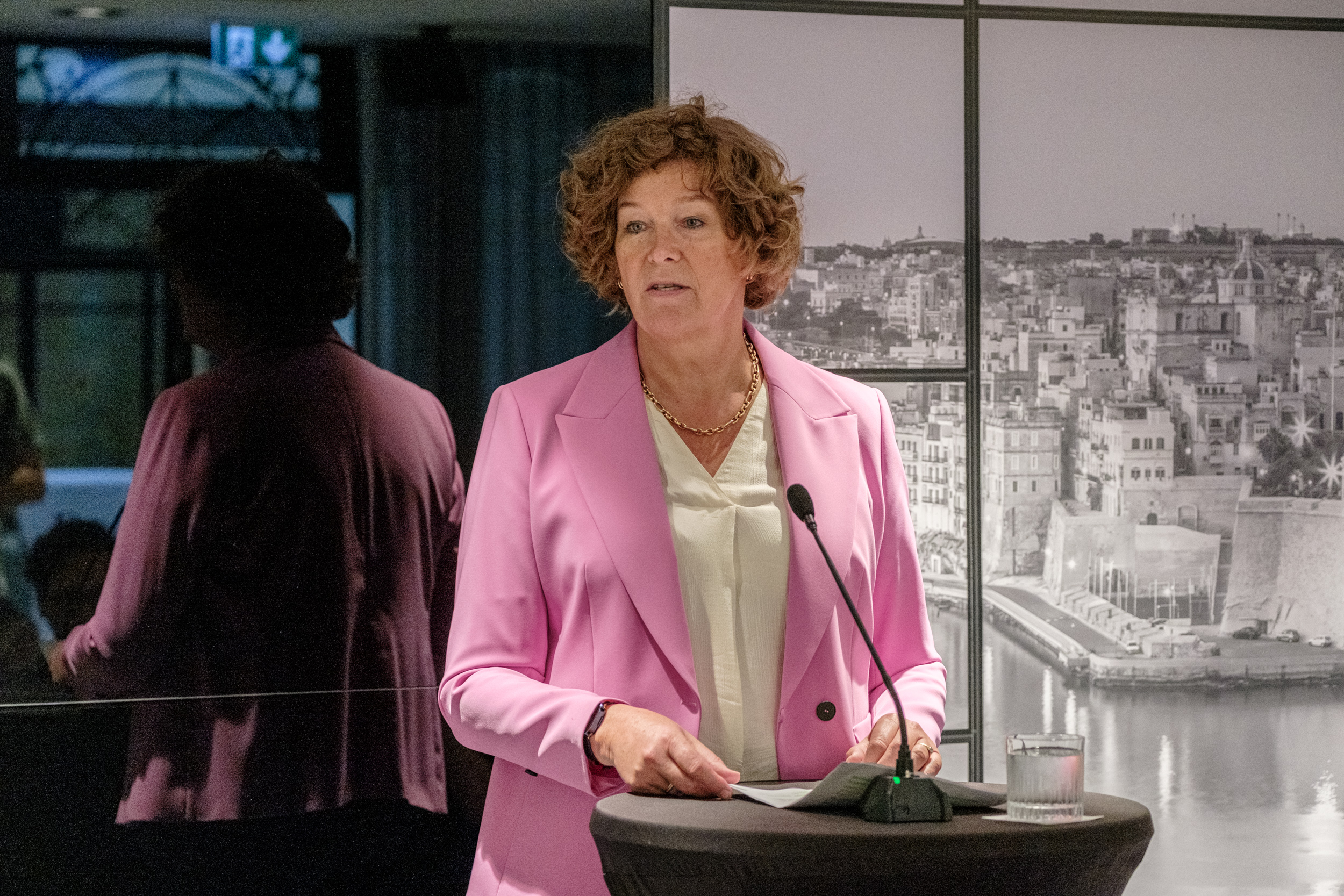
Petra De Sutter (2023)

Petra De Sutter (* 10. Juni 1963 in Oudenaarde, Belgien) ist eine belgische Gynäkologin und Politikerin (Groen). Von 2014 bis 2019 war De Sutter Mitglied des Belgischen Senats, von 2019 bis 2020 war sie Mitglied des neunten Europäischen Parlaments als Teil der Fraktion Die Grünen/EFA. Im Oktober 2020 wurde sie zur Vizepremierministerin und Ministerin für Beamtenangelegenheiten und öffentliche Betriebe der Regierung De Croo ernannt. Petra De Sutter ist die erste Transperson Europas in einem Ministeramt.

## Leben

### Ausbildung und berufliche Karriere
Petra De Sutter schloss ihr Medizinstudium 1987 an der Universität Gent ab. 1991 promovierte sie in biomedizinischen Wissenschaften, bevor sie für zwei Jahre nach Chicago zog, um dort Grundlagenforschung zur Genetik von Eizellen (Mensch und Maus) zu betreiben.
Im Jahr 1994 wurde sie als Gynäkologin anerkannt und erhielt eine Zulassung zur Hochschulbildung. Im Jahr 2000 wurde sie Dozentin, dann ordentliche Professorin. Seit 2014 und ihrem Eintritt in den Senat ist sie Teilzeitprofessorin und Leiterin der Abteilung für Reproduktionsmedizin am Universitätsklinikum Gent.

### Mitglied des Belgischen Senats (2014–2019)
Bei den Europawahlen 2014 stand De Sutter auf Platz 2 der Liste der flämischen Grünen. Obwohl die Partei Stimmen gewann, konnte sie kein zweites Mandat erringen. Anschließend kooptierte Groen Sutter für einen Sitz im Belgischen Senat. Als Transfrau war sie die erste offen transgeschlechtliche Belgierin, die auf einer Wahlliste stand.
Zusätzlich zu ihrer Rolle im Senat war De Sutter von 2014 bis 2019 Mitglied der belgischen Delegation in der Parlamentarischen Versammlung des Europarates. Als Mitglied der Sozialdemokratischen und Grünen-Fraktion war sie Mitglied des Ausschusses für Migration, Flüchtlinge und Vertriebene, des Ausschusses für Geschäftsordnung, Immunitäten und institutionelle Angelegenheiten, des Unterausschusses für Integration, des Unterausschusses für öffentliche Gesundheit und nachhaltige Entwicklung und des Unterausschusses für Ethik. Sie war Berichterstatterin der Versammlung für die Rechte des Kindes in Bezug auf Leihmutterschaften (2016), für den Einsatz neuer Gentechnik beim Menschen (2017) und für die Bedingungen der Aufnahme von Flüchtlingen und Migranten (2018).

### Mitglied des Europäischen Parlaments (2019–2020)
Am 15. September 2018 gab De Sutter bekannt, dass sie für einen der beiden Spitzenkandidatenplätze der europäischen Grünen bei der Europawahl 2019 antreten werden. In der Vorwahl verlor sie jedoch gegen Bas Eickhout (GroenLinks) und Ska Keller (Bündnis 90/Die Grünen). De Sutter kandidierte daraufhin lediglich als Spitzenkandidatin für die flämischen Grünen (Groen). Groen konnte leichte Stimmengewinne bei der Europawahl verzeichnen, gewann jedoch, wie zu vor, nur ein Mandat. De Sutter war seitdem Mitglied des neunten Europäischen Parlaments als Teil der Fraktion Die Grünen/EFA. Für ihre Fraktion war sie Mitglied im Ausschuss für Binnenmarkt und Verbraucherschutz, dessen Vorsitz sie innehatte, sowie stellvertretendes Mitglied im Ausschuss für Beschäftigung und soziale Angelegenheiten. Ab Februar 2020 war sie zudem stellvertretendes Mitglied im Ausschuss für Umweltfragen, öffentliche Gesundheit und Lebensmittelsicherheit, und ab September 2020 Mitglied im Sonderausschuss zu Krebsbekämpfung.

### Wechsel in die Regierung De Croo
Am 1. Oktober 2020 gab De Sutter bekannt, dass ihre Partei De Groen sie für einen der beiden Ministerposten in der nach langwierigen Verhandlungen beschlossenen Vivaldi-Koalition der Regierung De Croo nominiert hat. In der neuen belgischen Bundesregierung wird sie eines der acht Vizepremierministerämter innehaben sowie das Ministerium für Beamtenangelegenheiten und öffentliche Betriebe leiten. Sie gab ihr Mandat im Europäischen Parlament zum 30. September 2020 auf. Nach einer internen Parteiregelung rückte nicht der Listenplatzzweite, Bart Staes, sondern die Listenplatzdritte, Saraswati Matthieu, auf und übernahm De Sutters Parlamentsmandat. De Sutter ist die weltweit erste Trans-Person, die ein Ministeramt übernimmt.